# Girl from the North Country
Girl from the North Country – piosenka z 1963 roku napisana przez Boba Dylana, który nagrał ją w tym samym roku. Utwór umieszczono na albumie The Freewheelin’ Bob Dylan (1963).
W 1969 roku piosenka została nagrana przez Dylana ponownie i zamieszczona na albumie Nashville Skyline (1969). Utwór wykonywany był przez duet Dylan i Johnny Cash.

## Historia
The Freewheelin’ Bob Dylan
Piosenka ta jest wspomnieniem utraconej miłości Dylana, jednak nie wiadomo dokładnie której. Mogła nią być jego pierwsza poważna dziewczyna z Hibbing, czyli Echo Helstrom, albo Bonnie Beecher, z którą był związany podczas swojego krótkiego pobytu na uniwersytecie w Minneapolis około 1960 roku. Być może piosenka dotyczy obu dziewcząt.
„Girl from the North Country” jest pierwszą miłosną piosenką Dylana, która znalazła się na albumie.
W warstwie muzycznej wykazuje ona podobieństwo do angielskiej folkowej ballady „Scarborough Fair”. Dla Dylana źródłem tej piosenki był znany brytyjski piosenkarz folkowy i zarazem folklorysta Martin Carthy, o czym Dylan wspomniał w nocie na okładce The Freewheelin’ Bob Dylan.
30 grudnia 1962 i 4 stycznia 1963 r. Dylan brał udział w sesjach dla telewizji w studiu BBC w Londynie. Nagrał wtedy „Blowin’ in the Wind”, „Ballad of the Gliding Swan”, „Hang Me, Oh Hang Me”, „Cuckoo Bird” oraz niezidentyfikowany utwór instrumentalny. Były to sesje nagraniowe dla sztuki Madhouse on Castle Street. Emisja programu nastąpiła 12 stycznia 1963 r. Dla potrzeb sztuki wykorzystano fragmenty dwóch pierwszych utworów. Pozostałe trzy nie znajdują się w obiegu.
5 stycznia 1963 r. Dylan poleciał do Rzymu, aby wystąpić z Odettą. Próbował znaleźć swoją dziewczynę Suze Rotolo, ale ona właśnie wróciła do Nowego Jorku. Wystąpił w klubie folkowym i skomponował „Girl from the North Country” oraz „Boots of Spanish Leather”.
12 stycznia wrócił do Londynu i razem z Erikiem von Schmidtem oraz Richardem Fariñą dołączyli do Martina Carthy’ego w klubie The Troubadour. Dokonali nagrań także 14 i 15 stycznia w sklepie Dobell’s Jazz Record w Londynie, podczas nagrywania albumu Richarda (Dicka) Fariñy i Erica von Schmidta. Dylan wystąpił pod pseudonimem „Blind Boy Grunt”.
Po tych eskapadach Dylan powrócił do Stanów Zjednoczonych i kontynuował z przerwami występy i nagrywanie albumu Freewheelin’. W żadnej z dotychczasowych sesji do albumu nawet nie próbował nagrać „Girl from the North Country”. Jednak kiedy wydawało się, że grudniowe sesje będą już ostatnimi – bo album został złożony w całość – zarząd firmy wymusił wycofanie satyrycznego utworu „Talkin’ John Birch Paranoid Blues”, nagranego podczas pierwszej sesji do albumu 24 kwietnia 1962. Dylan wykorzystał okazję i wyrzucił jeszcze trzy dalsze utwory, niestety wśród nich najlepszą swoją kompozycję do czasu „Blowin’ in the Wind” – „Let Me Die in My Footstep”, co okazało się stratą nie do zastąpienia.
Doszło więc do następnej (i ostatniej) sesji 24 kwietnia, kiedy to wśród innych utworów nagrał „Girl from the North Country”.
Nashville Skyline
W związku z głębokim kryzysem twórczym i brakiem materiału Dylan powrócił do tej piosenki w 1969 roku w czasie sesji do albumu Nashville Skyline (1969).
Piosenka została nagrana na 4. sesji nagraniowej 18 lutego w duecie z Johnnym Cashem. Chociaż w sesjach wzięło udział 12 muzyków (wliczając Dylana i Casha), najpewniej muzycy, którzy nagrali ten utwór to: Dylan (wokal, gitara, harmonijka), Johnny Cash (wokal), Norman Blake (gitara), Carl Perkins (gitara), Bob Wootton (gitara), Marshall Grant (gitara basowa) i W.S. Holland (perkusja).

## Sesje
W marcu 1963 roku Dylan po raz pierwszy nagrał tę piosenkę – materiał zarejestrowano podczas sesji w studiu radia WNBC w Nowym Jorku (na potrzeby programu Oscar Brand Show). 24 kwietnia 1963 roku muzyk nagrał utwór podczas sesji do albumu The Freewheelin’ Bob Dylan. W połowie 1963 roku Dylan zrealizował nagrania w domu Tony’ego Glovera w Minneapolis. 17 lipca 1963 roku nagrał „Girl from the North Country” w czasie sesji w domu Dave’a Whittakera w Minneapolis.
1 maja 1969 Dylan wystąpił w programie telewizyjnym stacji ABC Johnny Cash Show i wykonał trzy piosenki (trzecim była „Girl from the North Country”, którą zaśpiewał w duecie z Cashem).

## Musical
W 2017 roku w londyńskim teatrze The Old Vic premierę miał spektakl Girl from the North Country, którego tytuł nawiązuje do tej piosenki. Reżyserem produkcji był Irlandczyk Conor McPherson, który wcześniej nie pracował nad żadnym musicalem. Z dramaturgiem i reżyserem skontaktowali się współpracownicy Dylana, którzy zaproponowali mu stworzenie sztuki teatralnej, której tłem miała być muzyka autorstwa Dylana. Już niedługo po premierze przedstawienie Girl from the North Country, określane jako międzygatunkowy kolaż z muzyką Dylana, w kręgach teatralnych było uznane za klasykę gatunku.

## Dyskografia
- 1963: The Freewheelin’ Bob Dylan
- 1969: Nashville Skyline
- 1984: Real Live
- 1993: The 30th Anniversary Concert Celebration (koncertowy)

## Wersje innych wykonawców
- 1964: Hamilton Camp – Paths of Victory
- 1965: The Turtles – It Ain’t Me Babe
- 1965: Boz Scaggs – Boz
- 1965: Link Wray – singiel (Mr. Guitar, 1995)
- 1970: Ramblin’ Jack Elliott – Bull Durham Sacks and Railroad Tracks
- 1970: Joe Cocker – Mad Dogs & Englishmen
- 1972: The Clancy Brothers – Save and Land
- 1974: Roy Harper – Valentine
- 1975: Rod Stewart – Smiler (Maggie May, 1981; You Wear It Well, 1996)
- 1990: Walter Trout – Prisoner of a Dream
- 1993: Tony Rice – Tony Rice Plays & Sings Bluegrass
- 1994: Fairport Convention – 25th Anniversary Concert
- 2012: Sting – Chimes of Freedom: The Songs of Bob Dylan (album różnych wykonawców)